# Pojo
Pour les articles homonymes, voir Pojo.

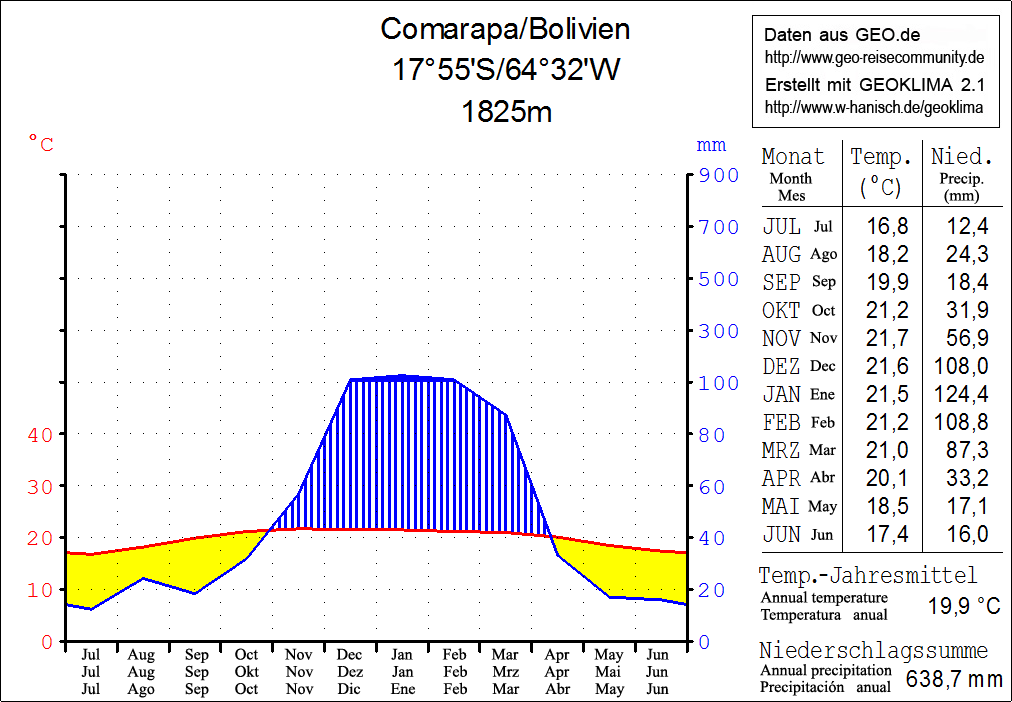
diagramme températures/précipitations annuel

Pojo est une localité du département de Cochabamba en Bolivie, située dans la Province de Carrasco et la municipalité de Pojo. Sa population était estimée à 945 habitants en 2010.

## Géographie
Pojo est située sur le versant sud de la Cordillère orientale bolivienne, qui fait office de transition entre les basses terres boliviennes et la cordillère des Andes. Le climat est doux et est caractérisé par des différences de température entre le jour et la nuit plus prononcées que les différences inter-saisons.
La température moyenne annuelle est de 20 °C et ne varie que légèrement entre 17 °C en juillet et près de 22 °C en novembre et décembre. Les précipitations annuelles de 640 mm, suffisantes pour le développement de l'agriculture, atteignent durant les mois d'été de décembre à février entre 100 et 125 mm et durant la saison sèche, relativement longue, présentent des valeurs inférieures à 40 mm d'avril à octobre.

## Population
La population a évolué entre 1992 et 2010 comme suit :
- 1992 : 505 habitants (recensement)[2]
- 2001 : 706 habitants (recensement)[3]
- 2010 : 945 habitants (estimation)[1]

### Sources
- (de) Cet article est partiellement ou en totalité issu de l’article de Wikipédia en allemand intitulé « Pojo » (voir la liste des auteurs).